# Giovanni Battista Pighi
Giovanni Battista Pighi, latinizzato: Ioannes Baptista Pighius (Verona, 1º maggio 1898 – Verona, 7 maggio 1978), è stato un latinista e poeta italiano, autore di componimenti poetici in lingua latina.

## Biografia
Fu studente all'Università di Padova, dove sostenne esami anche con Pietro Rasi e Vincenzo Ussani e si laureò nel 1921, discutendo con Ambrogio Ballini una tesi sul sanscrito; seguì quindi Ballini all'Università Cattolica del Sacro Cuore di Milano (1925) per il perfezionamento e per diventare assistente volontario nella Scuola Orientale e lettore di Grammatica latina nell'Istituto Superiore di Magistero della medesima università. Dapprima professore incaricato di Lingua e Letteratura latina nella Facoltà di Magistero (1933-1936), fu poi professore straordinario di ruolo nella stessa (1936-1939), quindi professore ordinario di Letteratura latina nella Facoltà di Lettere e Filosofia della medesima Cattolica (1939-1945). Nel 1946 fu chiamato all'Università di Bologna, succedendo a Goffredo Coppola, di cui era stato anche amico; vi rimase ventidue anni fino al 1968, ricoprendovi pure le cariche di Preside di Facoltà (1950-62) e Vicerettore (1956-1962);  si ritirò con amarezza per incomprensioni con la contestazione studentesca. Fu anche presidente generale dell'Accademia delle Scienze di Bologna.
L'attività scientifica di Pighi fu imponente. Importanti i suoi studi su Ammiano Marcellino, Catullo, i Fasti di Ovidio, la corrispondenza fra Dante Alighieri e Giovanni del Virgilio; egli lasciò inoltre antologie scolastiche, testi di metrica latina e storia romana, la raccolta degli scritti latini di Giovanni Pascoli.
Pighi scrisse anche carmi in lingua latina. Partecipò al Certamen poeticum Hoeufftianum dove fu premiato con la medaglia d'oro nel 1951 e con la magna laus nel 1933 e nel 1960. Fra gli altri riconoscimenti, fu premiato dall'Accademia reale olandese delle arti e delle scienze nel 1952; ottenne inoltre una laurea honoris causa dall'Università di Lisbona nel 1956.

## Principali studi
- Studia ammianea : annotationes criticae et grammaticae in Ammianum Marcellinum, scripsit Ioannes Baptista Pighius, Milano: Società editrice Vita e pensiero, 1935
- Nuovi studi ammianei, Milano : E. Calamandrei & C., 1936
- De ludis saecularibus populi Romani Quiritium : libri sex, Milano : Vita e pensiero, 1941
- Lyra romana: lyricorum carminum latinorum reliquiae, collegit Ioannes Baptista Pighi, 2 voll. (Vol. I: Carmina sacra; Vol. II: Carmina popularia); Comi; Mediolani: in aedibus C. Marzorati, 1944-1946
- I ritmi e i metri della poesia latina : con particolare riguardo all'uso di Catullo e d'Orazio, Brescia : La scuola, 1958
- Catullo veronese: prolegomeni, testo critico e traduzione, 3 voll. (Vol. I: Prolegomeni al Catullo Veronese; Vol. II: Catulli Veronensis liber; Vol. III: Il libro di Catullo Veronese), Verona : Cassa di risparmio di Verona, Vicenza e Belluno, 1961
- La corrispondenza di Dante e Giovanni del Virgilio e l'ecloga di Giovanni al Mussato (Nuova edizione al testo, versione e commento a cura di Giuseppe Albini, 1903), Bologna : Zanichelli, 1965
- La religione romana, Torino : Bottega d'Erasmo, 1967
- Storia della lingua latina; La metrica latina (In: Enciclopedia classica, Vol. VI), Torino : SEI, 1968
- Publii Ovidii Nasonis Fastorum libri, recensuit Ioannes Baptista Pighi, 2 voll. (Vol I: Liber primus ad Germanicum Caes. ; Libri sex ad Caesarem Augustum; Vol. II: Annotationes ; quibus addita sunt Varronianae Verrianaeque doctrinae fragmenta ; M. Verri Flacci fastorum Praenestinorum reliquiae; Ephemerides anni iuliani a ianuario ad iunium; Fasti annales Ovidiani), Collana Corpus scriptorum Latinorum Paravianum, Aug. Taurinorum (etc.) : in aedibus Io. Bapt. Paraviae, 1973
- Il libro di Gaio Valerio Catullo e i frammenti dei "poeti nuovi", Collana Classici latini, Torino: UTET, 1974, ISBN 88-02-01688-7, ISBN 88-02-05049-X
- Scritti pascoliani (edizione postuma pubblicata a cura di Alfonso Traina), Roma : Edizioni dell'Ateneo, 1980